# I-435
I-435 (Interstate 435) — межштатная автомагистраль в Соединённых Штатах Америки.

## Маршрут
I-435 — кольцевая автомагистраль, окружающая город Канзас-Сити. Протяжённость дороги — 81 миля (130 км). Является второй по длине кольцевой межштатной магистралью США.